# Baptistère de Cadenet
Le baptistère de Cadenet, connu encore sous le nom de fonts baptismaux de Cadenet est une vasque antique en marbre, orné de bas-reliefs mythologiques, installé dans une des chapelles latérales de l'église paroissiale Saint-Étienne à Cadenet dans le département français de Vaucluse et la région Provence-Alpes-Côte d'Azur.

## Le site et l'objet
Cadenet est une petite ville qui tire son nom du Pagus Caudellensis, dont une inscription nous a conservé le nom. Son église paroissiale, dont les premiers éléments de construction sont datés du XIIe siècle, est placée sous le vocable de saint Étienne. Elle a succédé à un prieuré des moines de Saint-Victor de Marseille.
Ses fonts baptismaux ont la forme d'une demi-ellipse, dont le demi-grand axe a 38 pouces et le petit axe 30 pouces. Ils sont en marbre blanc. L'extérieur représente une série de personnages dont le style a une démarcation bien prononcée, d’un côté la joie, de l'autre la douleur. Tout porte à croire que la destination primitive de ce marbre fut un tombeau.

## Premières descriptions
Les premiers à décrire les fonts baptismaux de Cadenet furent MM. Achard et Mérimée.
Claude-François Achard fut le premier à signaler leur existence : « Les fonts baptismaux de Cadenet sont un monument des plus antiques et des plus beaux qu'il y ait en France. Ils sont en marbre, ornés d'un bas-relief admirable, le sujet de ce bas-relief mériterait bien une dissertation de quelque savant antiquaire. Il est étonnant que ceux qui ont écrit sur les antiquités de cette province aient ignoré l'existence d'un monument qui trouverait une place distinguée parmi ceux qu'on admire à Rome. »

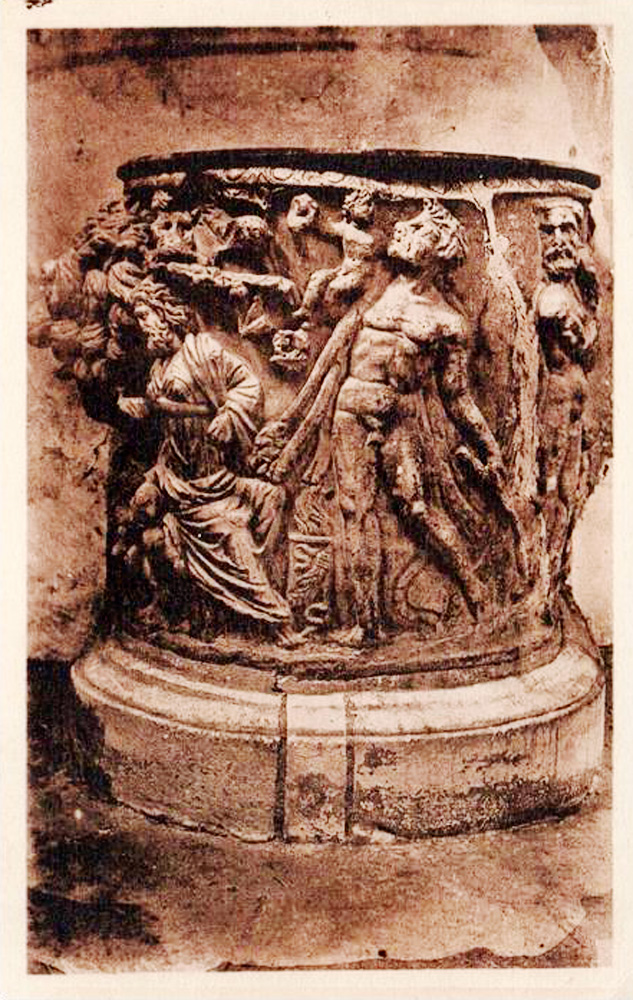
Le baptistère sur une carte postale du début du XXe siècle.

Prosper Mérimée, inspecteur des monuments historiques de France, lors de son voyage en Provence, le décrit ainsi : « En allant à Aix, je me suis arrêté quelques moments à Cadenet, pour examiner les fonts baptismaux de son église. C'est une moitié de cuve elliptique en marbre blanc, scellée dans la muraille, où elle est engagée perpendiculairement à son axe. L'intérieur représente une bacchanale, dont les figures, d'un fort relief, ont environ deux pieds et demi de haut. Un gros mufle de lion se détache de la cuve comme un mascaron de fontaine. Comme il n'est pas percé pour recevoir un tuyau, je ne puis m'expliquer son usage. Il nuit d'ailleurs à l'effet général du bas-relief. Je pense que ce fragment provient d'une vasque de fontaine antique. Je n'ai pu me procurer aucun renseignement sur son origine. La belle conservation, le fini du travail et la grâce de la composition, qui pourtant n'est pas exempte de manière, indiquent qu'il appartient à une époque voisine encore des beaux temps de la sculpture antique. »
Mérimée est le seul savant à avoir vu dans cette cuve baptismale une ancienne vasque de fontaine. Joseph-Marie-Alexis Chaix l'en excuse en avançant deux raisons plausibles : « Nous devons sans doute attribuer l'erreur dans laquelle est tombé M. Mérimée à l'égard de ce monument, d'abord, à la rapidité avec laquelle les explorations de ce savant ont été faites, et ensuite à la grande obscurité qui règne en général dans l'église de Cadenet, et plus particulièrement dans la partie où gisent les fonts baptismaux. »

## Scène mythologique

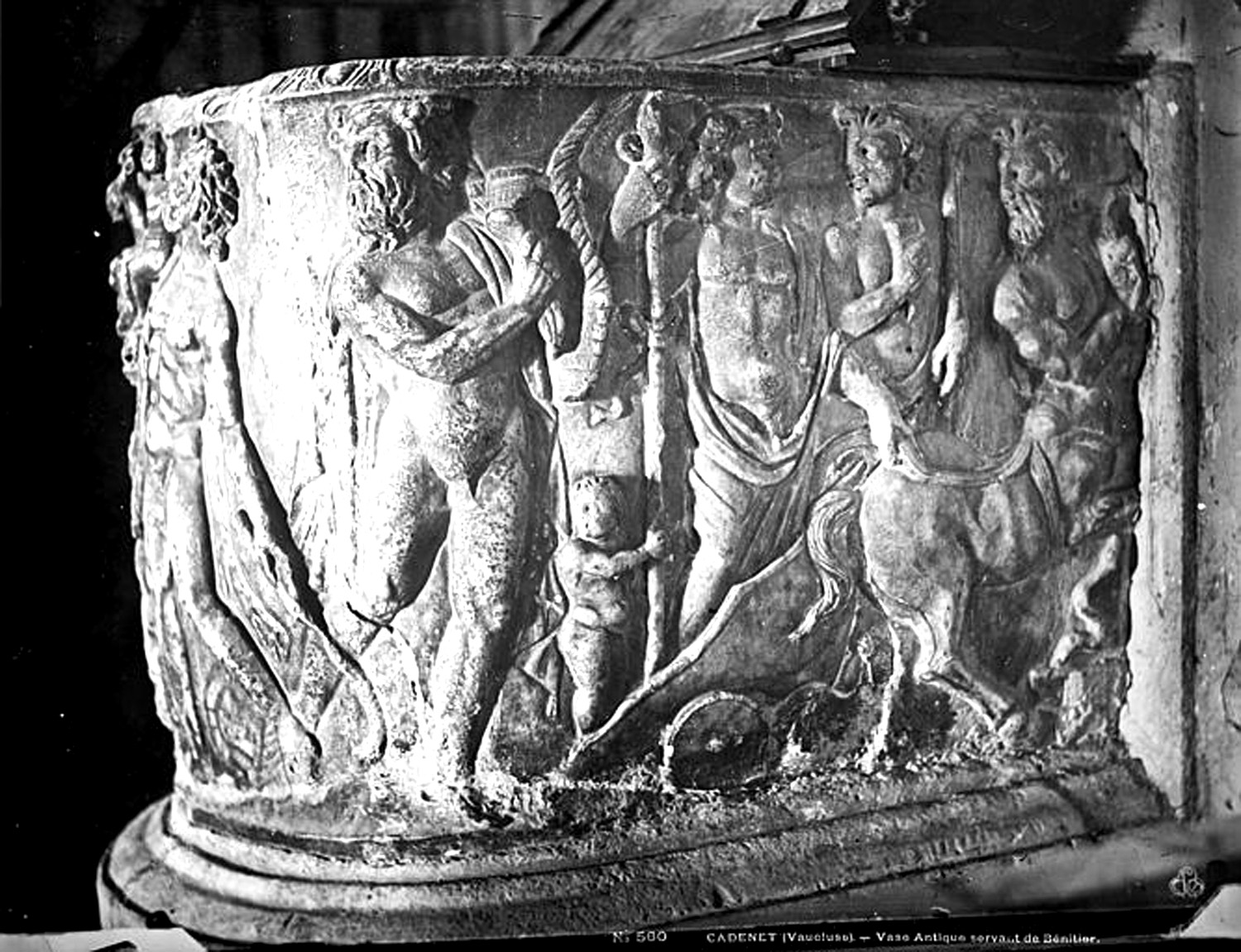
Face du char du Centaure, par Séraphin-Médéric Mieusement.

Si l'inspecteur général des monuments historiques s'est très certainement trompé sur la fonction initiale de cette vasque, il a par contre bien défini les personnages mythologiques y figurant. Il explique : « À droite, un personnage, Bacchus sans doute, le sceptre à la main, s'avance sur un char traîné par un Centaure. Il est suivi de Silène et d'une troupe d'enfants, figurés, suivant la manière antique, comme de petits hommes. À gauche, une femme est couchée, le haut du corps nu. Au-dessus d'elle, un gros mufle de lion se détache de la cuve. »
Bizarrement la très précise description qu'en a donné Charles Rolland est tout autre. Bien qu'ayant été le premier à diviser ces bas-reliefs en deux thèmes ou séries représentant la joie et la douleur, il fait intervenir Apollon et Vénus. « Dans la première série, on voit un Centaure traînant un char dans lequel est Vénus, qui tient d’une main les rênes pour diriger le Centaure, de l'autre un long bâton orné d’une bandelette flottante ; à son côté gauche on voit Pan tenant une houlette recourbée ; à droite, Apollon jouant du luth. Vénus sourit au dieu Pan et au Centaure, qui se retournent pour la regarder. Apollon, au contraire , lui tourne le dos et considère le personnage qui vient après lui. Celui-ci porte d’une main un petit bâton recourbé, de l’autre il soutient un petit enfant assis sur son épaule et qu’il semble regarder avec amour. »
« Dans la seconde série, on voit un personnage assis, vêtu d'une robe serrée par une ceinture ; il pleure ; il porte une longue barbe, ses cheveux sont hérissés ; à son côté, on aperçoit une tête d'animal ; à ses pieds est un petit autel portatif, sur lequel la flamme s’élève. Après, vient une femme couverte d’une draperie, qui laisse voir des formes voluptueuses ; elle est étendue par terre ; la tête et les bras ont été mutilés ; la tristesse des personnages qui l'entourent, semble annoncer qu’elle est morte. Prés d’elle est un petit enfant nu ; au-dessus est une énorme tête de lion, d'un relief extraordinaire ; le lion pleure ; à côté est un personnage vêtu d'une très courte tunique et dont les plis annoncent qu’il accourt ; ses bras mutilés semblent dirigés vers le ciel ; il pleure aussi. En-dessous de la tête de lion est encore un petit enfant. Après vient un Centaure, dont une jambe est complètement détachée du marbre ; il porte sur la poitrine une guirlande de lierre ou de vigne ; le bras est mutilé ; il semble qu’il devait jouer d'une lyre qu’on voit vers sa tête ; enfin après lui vient un dernier personnage, c’est une femme qui pleure. »

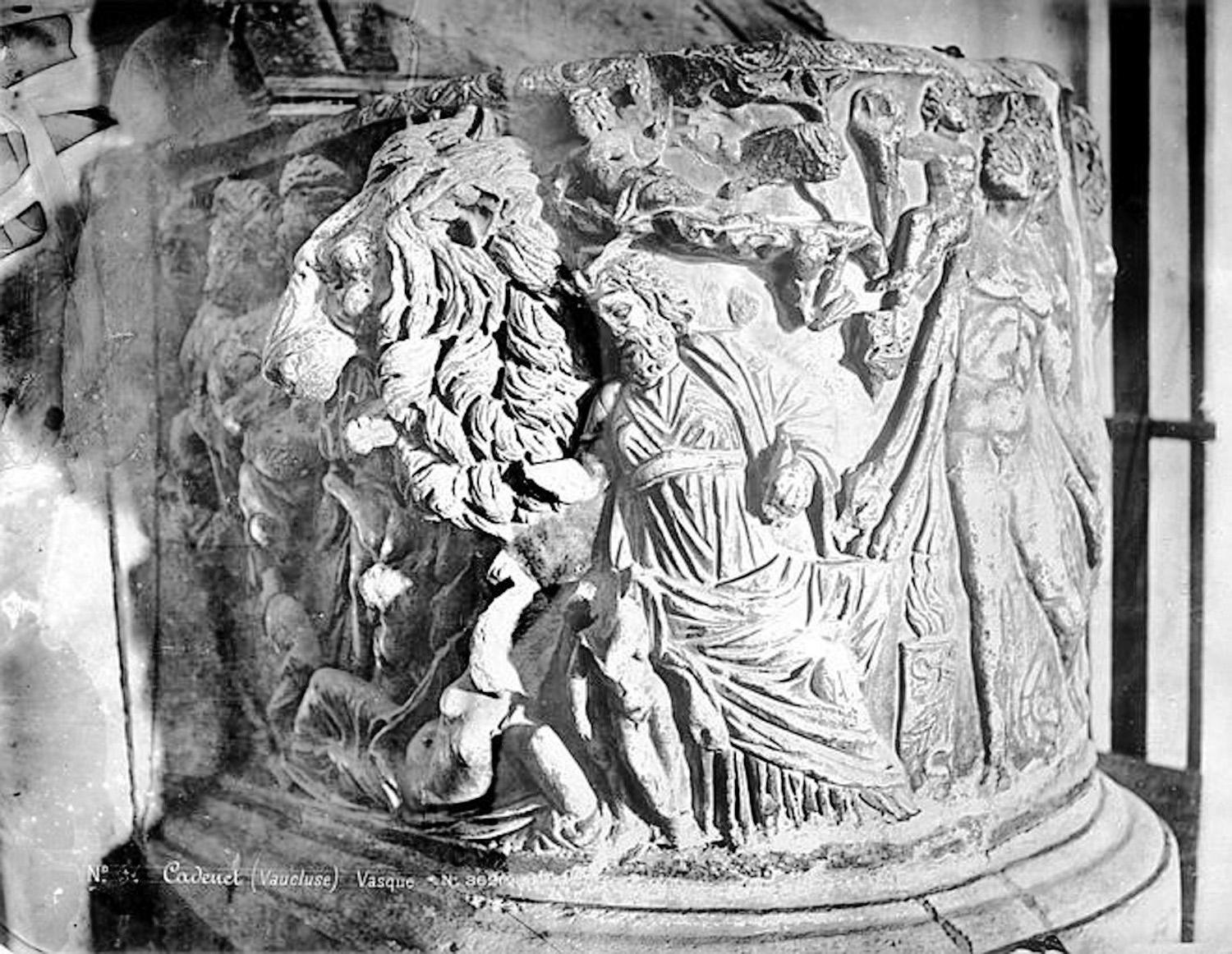
Face du Lion par Séraphin-Médéric Mieusement.

Or suivant l'étude de M. Chaix, ce bas-relief représente Ariane abandonnée dans l'île de Naxos, et consolée par Bacchus. Cette analyse est actuellement partagée par tous les historiens modernes.

## Arguments pour le sarcophage
Charles Rolland a été beaucoup mieux inspiré en reconnaissant la moitié d’un tombeau ayant servi de sépulture à une jeune femme. « Comme nous l’avons dit, le style varie, non seulement par la teinte locale, la joie et la douleur, mais encore par le faire. La partie joyeuse n’est que faiblement exécutée, le relief des personnages est fort petit ; néanmoins l'œuvre du sculpteur est achevée. La partie triste, au contraire, offre une ouvraison très saillante, la tête du lion, par exemple, présente une exubérance de cinq à six pouces. » Il considère que ce sarcophage daterait de l'époque gallo-romaine.
J.-M. Chaix, qui a donné les raisons pour lesquelles Mérimée avait pris ce monument pour une vasque de fontaine, y voit aussi un tombeau destiné à occuper le milieu d'un columbarium. Il avance que ce bas-relief aurait pu être exécuté en Grèce, d'où il aura été apporté en Gaule, et il pense devoir l'attribuer au IIe siècle d'après le style l'ouvrage,. Il argumente « qu'on ne saurait douter que cet ouvrage de l'art ne soit un sarcophage puisqu'il en a la forme, le caractère, et que le sujet qui s'y trouve représenté, ainsi que son genre d'ornementation, sont en tout conformes à d'autres monuments de cette nature comme ceux du Camposanto monumental de Pise, où cinq sarcophages représentant Bacchus et Ariane ».

## Possible origine
La présence des moines victoriens à Cadenet n'est peut-être pas étrangère à la réutilisation du sarcophage grec en fonts baptismaux. Ceux-ci, dès 1173, obtinrent de l'abbaye Saint-Eusèbe de Saignon le prieuré Saint-Étienne. L'abbaye Saint-Victor de Marseille récupéra lors de la même donation le prieuré Saint-Jean-de-Fanabrégol, sis dans le vallon du Laval, à Cadenet, au sud de Malconseil. Vassiliki Gaggadis-Robin, chargée de recherches au CNRS, au centre Camille-Jullian de l'Université d’Aix-en-Provence, explique : « L’étude des sarcophages païens dévoile souvent la présence d’indices témoignant que ces pièces ont été employées plusieurs fois, pratique qui apparaît tôt à la période paléochrétienne (fin IIe-IIIe siècle), qui se répand dans toutes les provinces de l’Empire et qui perdure pendant longtemps. Les sarcophages païens retrouvent de nouvelles fonctions : à l’église de Saint-Victor à Marseille, une face d’un sarcophage décorée d’un cortège dionysiaque a servi de couronnement à l’autel de saint Mauront, évêque de Marseille en 780. Entiers, les sarcophages peuvent servir d’autel, de fonts baptismaux, certainement à cause de leur forme qui se prête à ce réemploi, mais certainement aussi car leur décor fut apprécié. »